# Saint-Nicolas (Itàlia)
Saint-Nicolas (arpità Sent-Nicolas) és un municipi italià, situat a la regió de Vall d'Aosta. L'any 2007 tenia 331 habitants. Limita amb els municipis d'Arvier, Avise, Saint-Pierre i Villeneuve

## Administració
| Període | Identitat     | Partit        |
| ------- | ------------- | ------------- |
| 2005-   | Bruno Domaine | Llista cívica |

## Personatges il·lustres
- Jean-Baptiste Cerlogne, poeta en arpità.

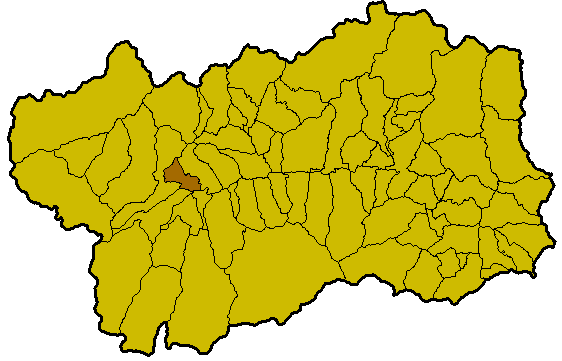
Situació de Saint-Nicolas a la Vall